# 益田就宣
益田 就宣（ますだ なりのぶ、慶長15年（1610年） - 延宝元年10月17日（1673年11月25日））は、益田家第22代当主。長州藩永代家老・須佐領主益田家3代。
父は益田元尭。母は益田景祥の娘。正室は吉川広家の娘。子は益田兼長。通称は七兵衛、右衛門、越中。

## 生涯
慶長15年（1610年）、毛利家家臣益田元尭の子として生まれる。正保元年（1644年）、父の隠居により家督を相続する。正保3年（1646年）、加判役（家老）となり藩主毛利秀就、綱広に仕えた。後に留守居家老を務める。寛文9年（1669年）、当職（国家老・執政）となる。延宝元年（1673年）藩主綱広の長女良姫と高須藩主松平義行の婚儀の御礼使として江戸に上り、江戸城で将軍徳川家綱に拝謁する。同年10月17日卒。享年64。